# Piotr Żmigrodzki
Piotr Żmigrodzki (ur. 1966) – polonista, leksykolog i leksykograf.

## Życiorys
Urodził się w Częstochowie. Ukończył studia na Uniwersytecie Śląskim w Katowicach. Dyplom magistra uzyskał w 1989. Doktorat obronił w 1994. Habilitację uzyskał w 2001. Tytuł profesora otrzymał w 2009.
Jest wiceprzewodniczącym Towarzystwa Miłośników Języka Polskiego. Należy do Rady Języka Polskiego przy Prezydium PAN, Komitetu Językoznawstwa PAN, Komisji Językoznawstwa Oddziału Polskiej Akademii Nauk w Krakowie, Rady naukowej Instytutu Slawistyki Polskiej Akademii Nauk i International Network of e-Lexicography.
Jest redaktorem naczelnym kwartalnika Język Polski, wchodzi też w skład komitetu redakcyjnego czasopisma Polonica i rady naukowej czasopisma Onomastica. Od 2008 do 2016 był dyrektorem Instytutu Języka Polskiego Polskiej Akademii Nauk w Krakowie.
Jest kierownikiem Pracowni Wielkiego Słownika Języka Polskiego.
Interesuje się przede wszystkim składnią, semantyką, a zwłaszcza synonimią, antonimią i hiperonimią, leksykografią współczesnego języka polskiego, jak również ogólną teorią języka i metodologią badania języków.

## Dorobek naukowy
Wydał kilka monografii teoretycznych, w tym Zdania metaforyczne w języku polskim. Opis semantyczno-składniowy (1995), Właściwości składniowe analitycznych konstrukcji werbo-nominalnych w języku polskim (2000), Wprowadzenie do leksykografii polskiej (2003) i Słowo – słownik – rzeczywistość (2004). Wraz z E. Jędrzejko i I. Loewe napisał Słownik polskich zwrotów werbo-nominalnych. Zeszyt próbny (1998). Wydał również kilka opracowań popularnych: Mały słownik synonimów (1997), Słownik ortograficzny z zasadami pisowni i interpunkcji (1999, współautor E. Polański), Mały słownik antonimów (wyrazów o znaczeniach przeciwstawnych) (2001, wznowienie 2006) Leksykon ortograficzny (2001, współautor E. Polański), Słownik wyrazów bliskoznacznych (2001), Słownik synonimów i antonimów (2004).